# Aliella
Aliella Qaiser & Lack – rodzaj roślin z rodziny astrowatych (Asteraceae). Obejmuje 3 gatunki występujące w górach w Maroku.

## Systematyka
Pozycja według APweb (aktualizowany system APG III z 2009)
Jeden z rodzajów plemienia Gnaphalieae z podrodziny Asteroideae w obrębie rodziny astrowatych (Asteraceae) z rzędu astrowców (Asterales) należącego do dwuliściennych właściwych. Rodzaj ten bywa włączany do rodzaju Phagnalon Cass.
Wykaz gatunków
- Aliella ballii (Klatt) Greuter
- Aliella iminouakensis (Emb.) Dobignard & Jeanm.
- Aliella platyphylla (Maire) Qaiser & Lack